# Georg Grünwald
Georg Grünwald, aussi George Gruenwald, né vers 1490 à Kitzbühel et mort en 1530 à Kufstein, est un réformateur et compositeur de cantiques allemand.

## Biographie
George Grünwald est originaire de Kitzbühel où il naît autour de 1490. Le Cronickel oder Denckbüchel de Hambourg dit de lui qu'il est prédicateur pour les anabaptistes. Cordonnier de son état, il est brûlé à Kufstein en 1530 par ordre du gouvernement autrichien du fait de son activité auprès des anabaptistes ; on ne sait rien d'autre de sa vie.
Grünwald est l'auteur du chant Kommt her zu mir, spricht Gottes Sohn (« Viens à moi, dit le Fils de Dieu »). Philipp Wackernagel (de) qui imprime ce chant quelques siècles plus tard, l'attribue erronément à Hans de Wertheim et Jörg Berckemeyer.